# Steven Crampton
Steven Crampton (* 12. April 1982 in Winnipeg, Manitoba) ist ein ehemaliger kanadischer Eishockeyspieler, der im Verlauf seiner aktiven Karriere zwischen 1998 und 2011 unter anderem 341 Spiele in der ECHL auf der Position des linken Flügelstürmers bestritten hat. Zudem absolvierte Crampton eine Spielzeit bei den Lausitzer Füchsen in der 2. Eishockey-Bundesliga.

## Karriere
Steven Crampton begann seine Karriere als Eishockeyspieler bei den Moose Jaw Warriors, für die er von 1998 bis 2002 in der kanadischen Juniorenliga Western Hockey League aktiv war. In diesem Zeitraum wurde er im NHL Entry Draft 2000 in der achten Runde als insgesamt 248. Spieler von den Pittsburgh Penguins aus der National Hockey League (NHL) ausgewählt, für die er allerdings nie spielte. Stattdessen lief der Flügelspieler von 2002 bis 2005 für die Wheeling Nailers in der ECHL sowie von 2005 bis 2007 für deren Ligarivalen Las Vegas Wranglers auf. Während seiner Zeit in Las Vegas spielte er parallel insgesamt elf Mal für die Norfolk Admirals, Lowell Lock Monsters und Bridgeport Sound Tigers in der American Hockey League (AHL). 
Zur Saison 2007/08 wurde Crampton von den Lausitzer Füchsen aus der 2. Eishockey-Bundesliga verpflichtet. Anschließend bestritt er je eine Spielzeit für EfB Ishockey in der dänischen AL-Bank Ligaen und den SHC Fassa in der italienischen Serie A1. In der Saison 2010/11 gewann der Kanadier mit den Bossier-Shreveport Mudbugs aus der Central Hockey League (CHL) den Ray Miron President’s Cup, den Meistertitel der CHL. Anschließend beendete Crampton im Alter von 29 Jahren seine aktive Karriere.

## Erfolge und Auszeichnungen
- 2011 Ray-Miron-President’s-Cup-Gewinn mit den Bossier-Shreveport Mudbugs

## Karrierestatistik
(Legende zur Spielerstatistik: Sp oder GP = absolvierte Spiele; T oder G = erzielte Tore; V oder A = erzielte Assists; Pkt oder Pts = erzielte Scorerpunkte; SM oder PIM = erhaltene Strafminuten; +/− = Plus/Minus-Bilanz; PP = erzielte Überzahltore; SH = erzielte Unterzahltore; GW = erzielte Siegtore; 1 Play-downs/Relegation; Kursiv: Statistik nicht vollständig)